# Hikayat Aceh
De Hikayat Aceh is een 17e-eeuwse geschiedenis van het sultanaat Atjeh, gelegen op de noordpunt van het eiland Sumatra, Indonesië. Het is geschreven in het Maleis in het Arabisch schrift en beschrijft en prijst de Atjehse sultan Iskandar Muda (1583-1636; regeerde 1607-1636; nationale held van Indonesië sinds 1993). De Hikayat Aceh is een onmisbaar hulpmiddel voor iedereen die geïnteresseerd is in de geschiedenis van Atjeh en zijn uitzonderlijke politieke, culturele en religieuze trekken.
Het verhaal van sultan Iskandar Muda wordt verteld tegen de mondiale achtergrond van Chinese, Portugese en Ottomaans-Turkse invloeden en relaties in de wereld. Het speelt zich af in een context waarin ook Zuidoost-Aziatische regio's zoals Siam, Cambodja en Johor een rol spelen.

## Handschriften
Er zijn nog maar drie manuscripten over. Twee worden bewaard in de Universitaire Bibliotheken Leiden in Nederland, en één in de Nationale Bibliotheek van Indonesië in Jakarta in Indonesië.
Op 18 mei 2023 werden deze drie manuscripten ingeschreven in het UNESCO Memory of the World Register, waarmee hun wereldbelang en uitzonderlijke universele waarde werd bevestigd.

### MS. Or. 1954

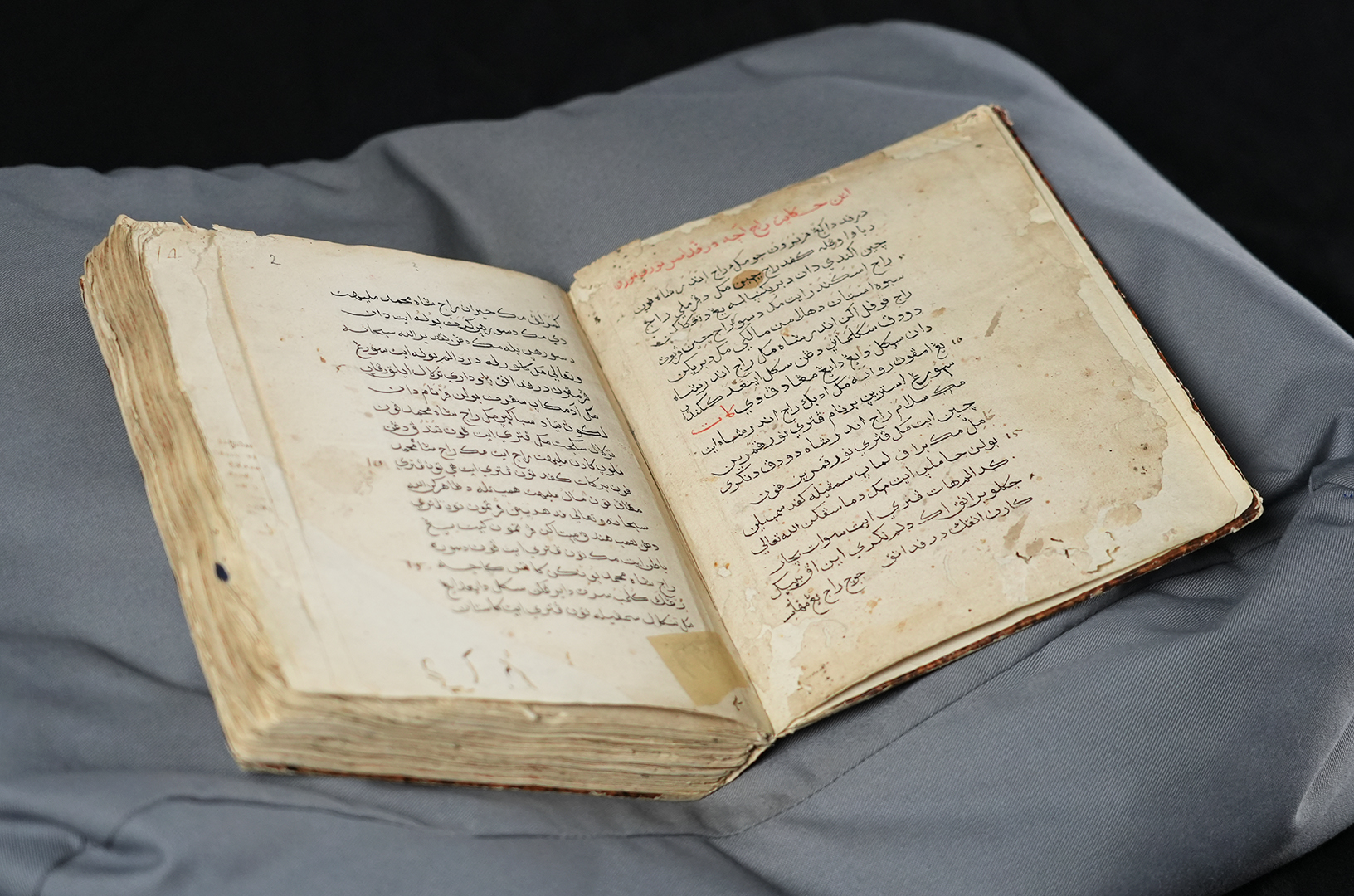
Hikayat Aceh, MS. Or. 1954, Universitaire Bibliotheken Leiden

Als de oudste (circa 1675-1700) en meest complete tekst is dit het centrale manuscript van de Hikayat Aceh en ook als manuscript A uitgegeven door Teuku Iskandar (1958). Het manuscript bevindt zich in de Universitaire Bibliotheken Leiden en is gedigitaliseerd.

### MS. Or. 1983

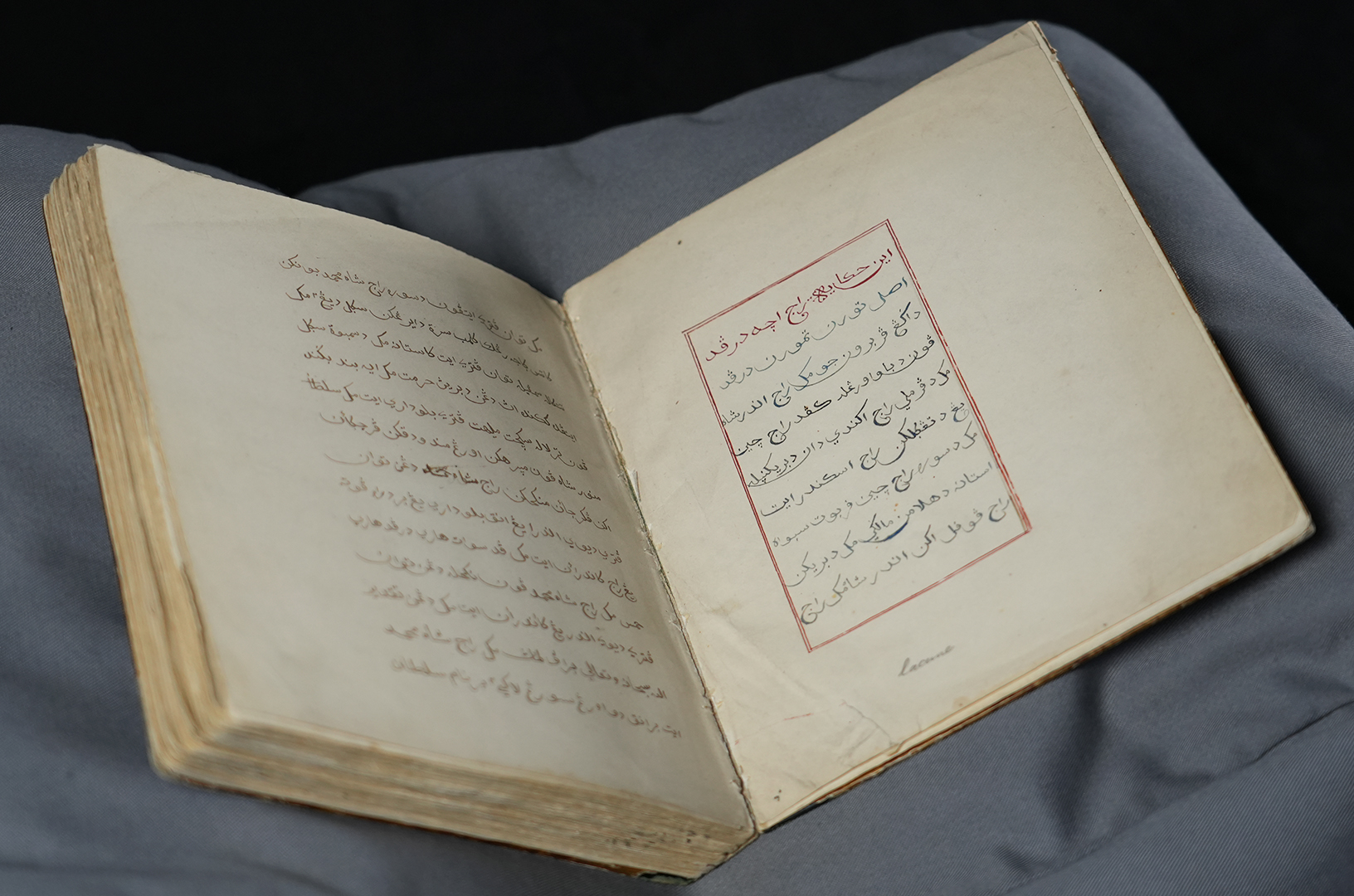
Hikayat Aceh, MS. Or. 1983, Universitaire Bibliotheken Leiden

Dit is een kopie van Or. 1954 in Bataafs Maleis gedateerd 9 maart 1847 en gebruikt als manuscript B in Teuku Iskandar (1958). Het manuscript bevindt zich in de Universitaire Bibliotheken Leiden en is gedigitaliseerd.

### MS. ML 421
Dit is een ander exemplaar van Or. 1954, daterend uit het begin van de 20e eeuw, en waarschijnlijk bedoeld als basis voor een teksteditie van de Hikayat Aceh door Hoesein Djajadiningrat. Het manuscript wordt bewaard in de Nationale Bibliotheek van Indonesië.